# Черниговское сельское поселение (Челябинская область)
Черниговское се́льское поселе́ние — муниципальное образование в Агаповском районе Челябинской области Российской Федерации. В рамках административно-территориального устройства муниципальное образование  соответствует административно-территориальной единице Черниговский сельсовет.
Административный центр — посёлок Черниговский.

## История
Статус и границы сельского поселения установлены Законом Челябинской области от 26 августа 2004 года № 259-ЗО «О статусе и границах Агаповского муниципального района и сельских поселений в его составе»

## Население
| 1995  | 2002  | 2010  | 2011  | 2012  | 2013  | 2014  |
| ----- | ----- | ----- | ----- | ----- | ----- | ----- |
| 1616  | ↘1266 | ↘1176 | →1176 | ↗1202 | ↘1191 | ↘1170 |
| 2015  | 2016  | 2017  | 2018  | 2019  | 2020  | 2021  |
| ↘1138 | ↘1113 | ↘1101 | ↗1104 | ↗1107 | ↘1084 | ↘925  |
| 2023  |       |       |       |       |       |       |
| ↘905  |       |       |       |       |       |       |

## Состав сельского поселения
| № | Населённый пункт | Тип населённого пункта          | Население |
| - | ---------------- | ------------------------------- | --------- |
| 1 | Роднички         | посёлок                         | ↘15       |
| 2 | Требиат          | посёлок                         | ↘182      |
| 3 | Утренняя Заря    | посёлок                         | ↘67       |
| 4 | Черниговский     | посёлок, административный центр | ↘912      |